# Codominantie (genetica)

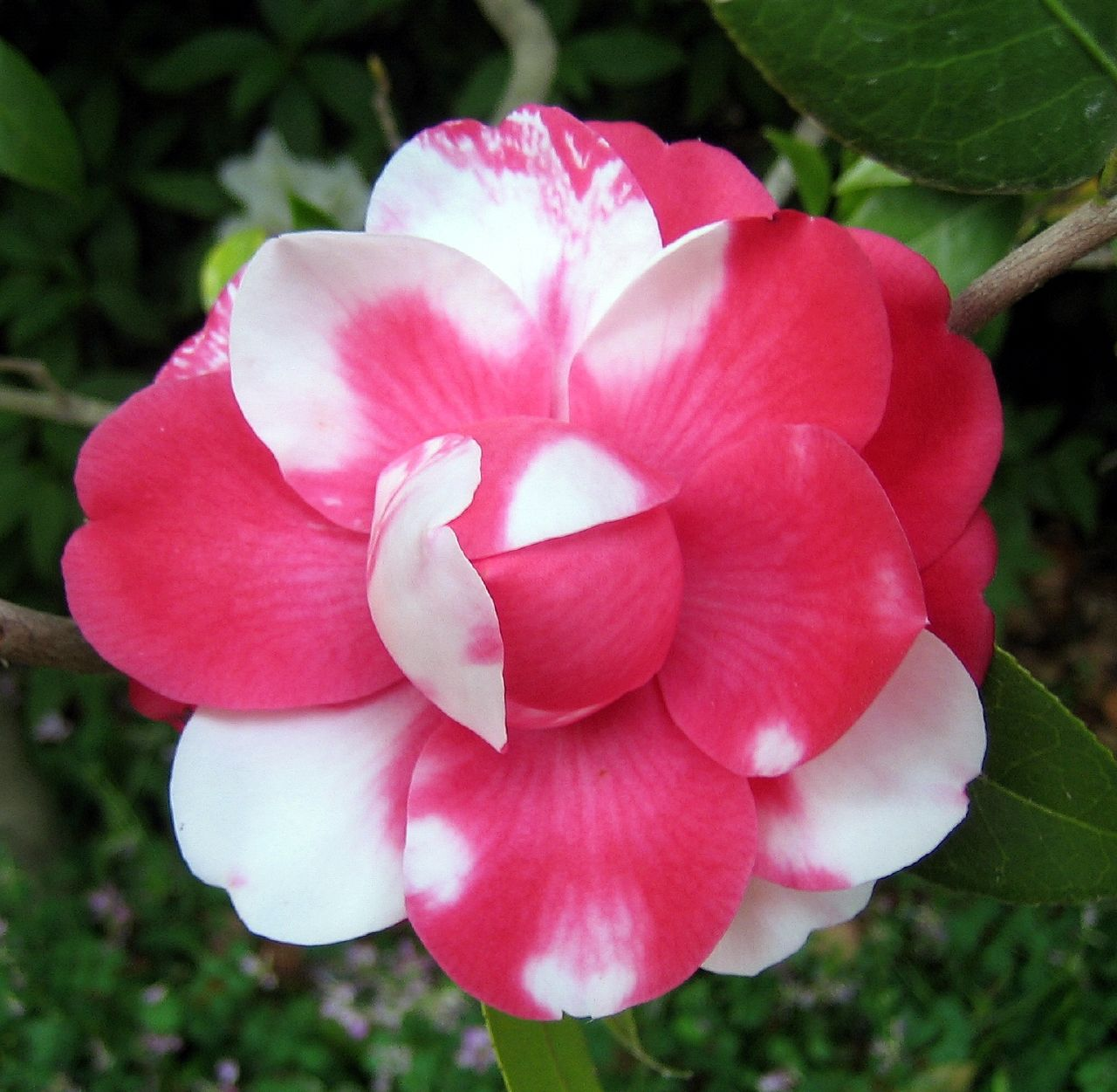
Bij deze rododendron is sprake van codominantie: zowel het allel voor roze bloemen als dat voor witte bloemen komt tot uiting. Het gevolg is een twee-kleurige bloem.

Codominantie is in de genetica het verschijnsel dat een heterozygoot organisme allelen heeft die beide even dominant zijn. Het gevolg is dat beide allelen tot uiting komen in het organisme.
Een voorbeeld is de bloedgroep AB bij mensen. Omdat beide allelen tot uiting komen worden zowel antigenen van bloedgroep A als antigenen van bloedgroep B aangemaakt.
Codominantie verschilt van incomplete dominantie en semidominantie. Bij incomplete dominantie is een van beide allelen dominant, maar komt het andere allel ook tot uiting, hoewel minder opvallend. Bij semidominantie gebruikt het organisme beide allelen van hetzelfde gen bij een bepaalde eigenschap. Omdat een van beide allelen recessief is, functioneert dit niet en komt de eigenschap minder duidelijk tot uiting dan bij een homozygoot organisme.